# Citroën C3 (2002)
La Citroën C3 I è la prima generazione della Citroën C3, un'autovettura di segmento B della casa automobilistica francese Citroën, è stata prodotta dal 2002 al 2010 sul mercato europeo e fino al 2012 in quello sudamericano.
Da questa serie di C3 è stata ricavata anche una versione cabriolet, la C3 Pluriel.

## Storia

### Genesi e debutto

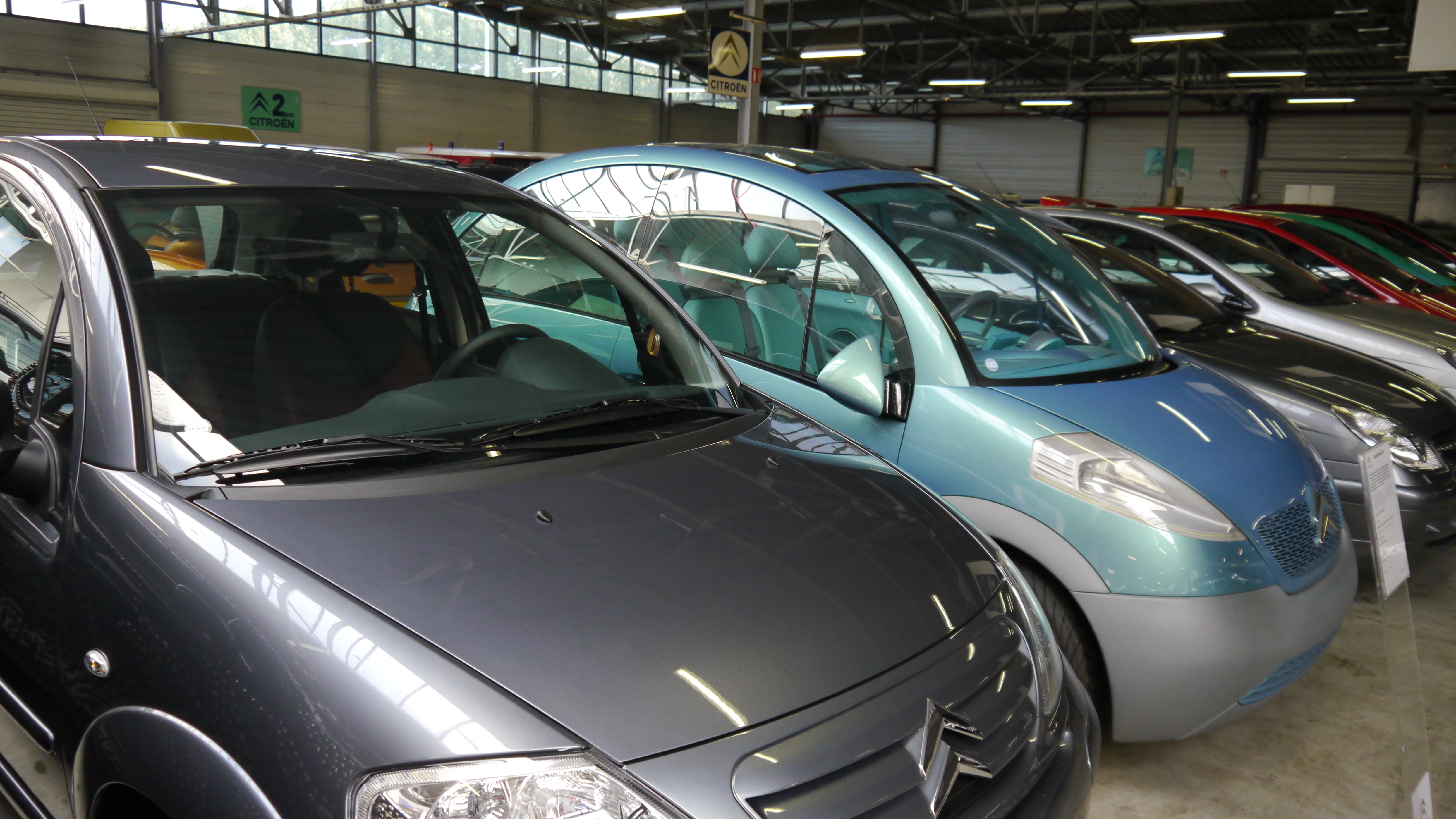
La concept car del 1998

Le origini della C3 vanno fatte risalire all'esigenza di sostituire la Saxo, ormai tecnologicamente superata e non più in linea con gli standard in materia di sicurezza per gli occupanti. Al 1998 risale una concept car denominata appunto C3 e che con i suoi stilemi già prefigurava alcuni dei caratteri della futura utilitaria. Il progetto relativo alla nuova vettura fu quindi avviato e durò circa tre anni, finché il 20 agosto del 2001 ne venne annunciata l'imminente presentazione che sarebbe avvenuta al Salone di Francoforte di quello stesso anno con inizio della commercializzazione prevista per il 2002. Nel frattempo proseguì il progetto relativo a una versione più compatta, con la quale veniva condiviso il pianale, versione che sarebbe stata lanciata un anno dopo con il nome di C2.

### Design esterno e interno
La C3 apparve molto più moderna e anticonformista nel design, rispetto alla Saxo, anche se molto meno sportiveggiante. Tale linea, con il suo particolare design "a uovo", venne ideata dai designer Donato Coco e Jean Pierre Ploué: la linea era caratterizzata dal parabrezza, il tetto e il lunotto che andavano a formare una sorta di arco. Arrotondata anche la linea di fiancata del muso e del cofano motore. Tale impostazione accostò la sua linea a quella della 2CV. Il risultato finale di tali progetti risultò in ogni caso più aerodinamico che non nei primi abbozzi: al posto dei fari sporgenti vennero adottati dei nuovi fari che andarono a seguire la linea del muso, sembrando un tutt'uno con gli stessi; il design trapezoidale andò a inserirsi in un corpo vettura curvilineo, formando assieme ad altri particolari (tra cui la calandra a listelli orizzontali) un mix di curve e spigoli, in ossequio alle tendenze stilistiche del momento. Anche i fari posteriori erano caratterizzati da uno stile particolare: erano sottili, sviluppati verso l'alto e di forma appuntita. La linea di cintura era piuttosto alta, aspetto che, unito al design particolare del muso, conferiva alla vettura un aspetto compatto, dando una sensazione di robustezza in chi la osserva.

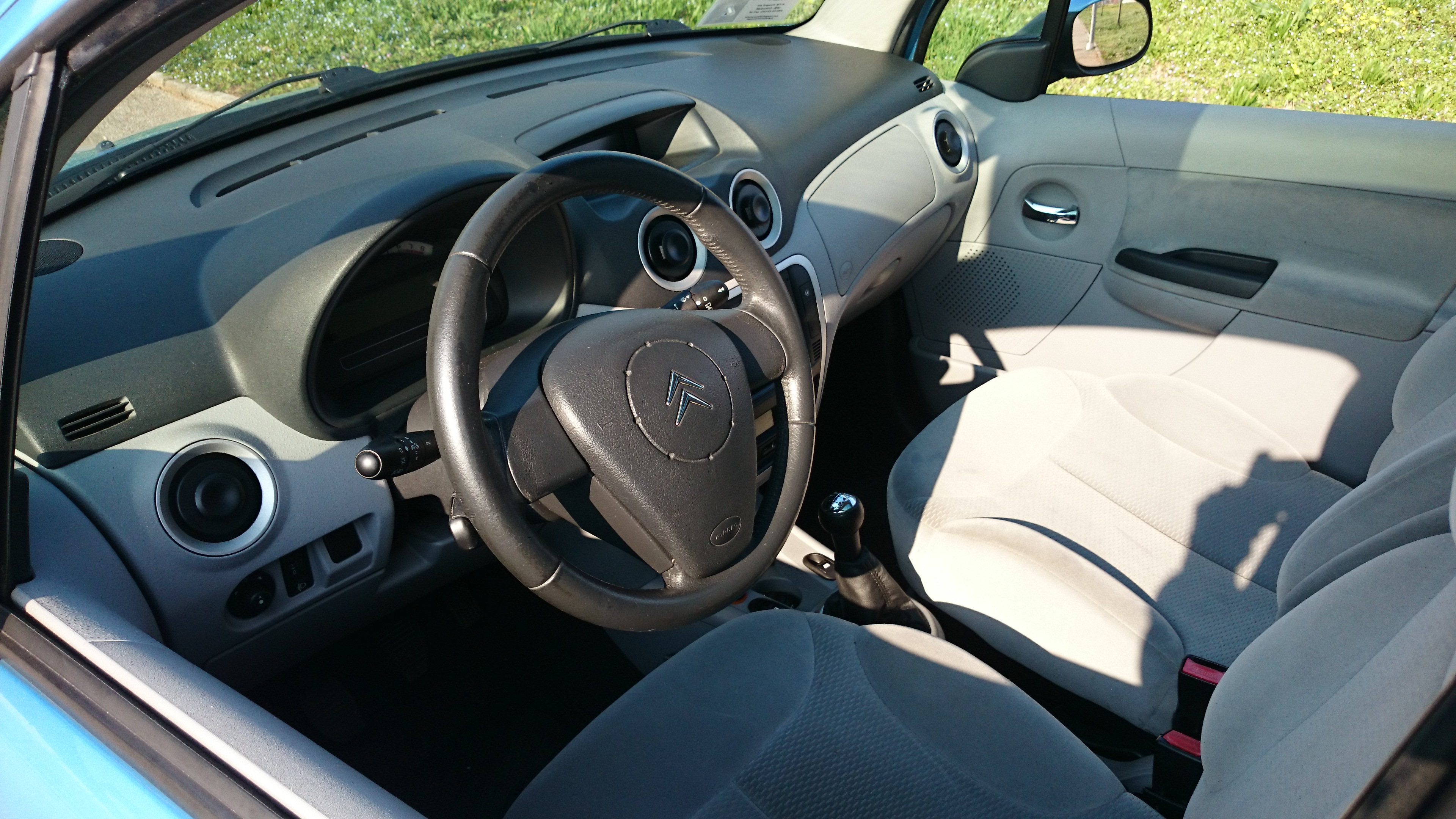
Vista del posto guida di una C3 di prima generazione

La C3 era più grande e spaziosa della C2 (con la quale condivise il pianale), ma soprattutto della Saxo. L'abitacolo era molto diverso da quello della Saxo, ancorché in versione 5 porte, grazie alla migliore accessibilità e allo spazio interno garantito anche dal maggior sviluppo in altezza del corpo vettura. Anche posteriormente gli occupanti potevano disporre di maggior spazio per le gambe. Il volante incorporava, cosa insolita specialmente all'epoca del debutto, per una vettura di tale fascia, la regolazione di velocità. Originale era anche il disegno del cruscotto, a forma di mezzaluna, con strumentazione digitale concentrica e sottolineata da una fascia contenente le spie di servizio. Spiccava il tachimetro digitale, che rispolverò la moda tipicamente rétro di tale dispositivo. La plancia, dal disegno ondulato, era realizzata con materiali economici, e integrava i display di servizio, i comandi della climatizzazione e il vano per il lettore CD (laddove previsto). La versione più ricca Exclusive era dotata anche di chiusura elettrica dei retrovisori laterali, una rarità all'epoca per questo tipo di vetture. Erano presenti numerosi vani portaoggetti e il vano bagagli è da 305 litri, aumentabili a 1.155 mediante l'abbattimento dello schienale posteriore, che comunque era frazionabile. Era presente anche il sistema Moduboard, che consentiva di suddividere lo spazio del vano bagagli in più sottovani.

### Struttura, meccanica e motori

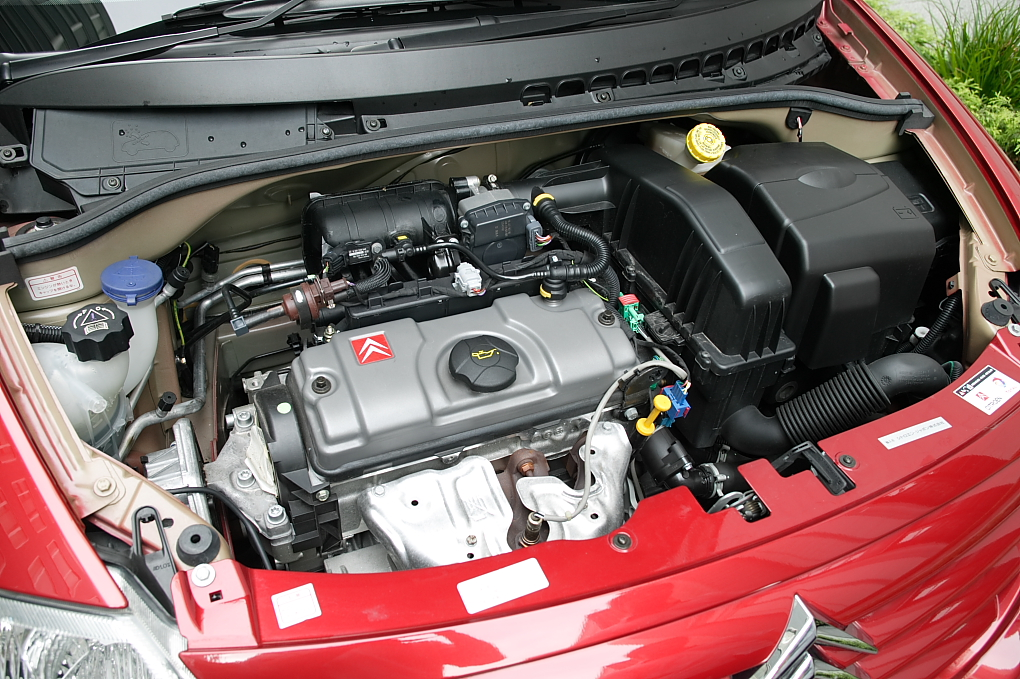
Il Motore TU3 1.4 8V

Con la C3 venne portato al debutto un nuovo pianale, caratterizzato da standard di sicurezza più elevati che non quello impiegato su Saxo e 106, che tra l'altro fu strettamente imparentato con quello della ancor più anziana AX. Il nuovo pianale fu realizzato per il 41% in acciaio a elevata elasticità, fatto che consentì di diminuire il peso e nel contempo di non pregiudicare la robustezza della scocca. Questa venne realizzata da un lato per garantire la fondamentale incolumità degli occupanti, ma anche per garantire spese di riparazione ridotte in caso di urti non oltre una certa entità e gravità. Le zone più robuste della scocca erano ovviamente quelle della parte centrale della piattaforma (dove in una vettura si trova l'abitacolo), sia longitudinalmente che trasversalmente. A garantire maggior rigidità, soprattutto in caso di ribaltamento, era montato un robusto elemento ad arco che tagliava trasversalmente in due il corpo vettura, sempre nella zona centrale, passando per il tetto.
Lo schema delle sospensioni prevedeva un avantreno di tipo MacPherson, con molle elicoidali ed ammortizzatori idraulici telescopici. Il retrotreno era invece ad assale torcente, e proponeva alcune novità, come i due bracci in ghisa collegati a una traversa deformabile a U (o a "omega"). Gli ammortizzatori e le molle, in questo caso, non sono coassiali per non sottrarre spazio al bagagliaio. Si è scelto quindi di montare gli ammortizzatori esternamente ai bracci in ghisa. L'impianto frenante era di tipo misto per la quasi totalità della gamma presente al debutto, con l'eccezione delle versioni con 16v a benzina 1.6 e diesel 1.4, che invece montavano freni a disco sulle quattro ruote, con dischi anteriori di tipo autoventilante. Lo sterzo era a cremagliera con servoassistenza di tipo elettrico (era presente un motorino elettrico da 60-65 A) che variava la sua incidenza a seconda della velocità di marcia.
La C3 era stata proposta con motori a benzina della serie TU, mentre quelli a gasolio sono della serie DV, nati in joint-venture con il gruppo Ford. Al debutto della vettura, la gamma motori era così composta:
- un 1124 cm³ a benzina da 60 CV e 157 km/h di velocità massima;
- un 1360 cm³ benzina da 73 CV e 168 km/h di velocità massima;
- un 1587 cm³ benzina da 109 CV e 192 km/h di velocità massima;
- un 1398 cm³ turbodiesel common rail da 68 CV e 165 km/h di velocità massima.

La trasmissione avveniva con cambio manuale a 5 marce, tuttavia per i motori 1.4 e 1.6 a benzina era possibile avere un cambio automatico a 4 rapporti e più avanti, con il restyling, un robotizzato a 5 per alcune motorizzazioni.

## Evoluzione
La commercializzazione è stata avviata nel maggio 2002, ma già nel settembre dello stesso anno è stata introdotta una nuova motorizzazione, consistente nel 1.4 HDi 16v, con potenza di 90 CV e disponibile nei livelli Elegance ed Exclusive.
Nel 2003 la gamma si ampliò con l'arrivo della C3 Pluriel, una sorta di versione cabriolet scomponibile e ricomponibile in altre varianti di carrozzeria. Vi fu anche l'arrivo del livello di allestimento Classique Buddha-bar che nelle versioni con motore 1.1 prevedeva anche il climatizzatore nella dotazione di serie. Nello stesso periodo la scuola di design Espera realizzò una propria versione della C3 partendo da un modello incidentato. Denominata Profil-R, era dotata di un body kit sportivo, un nuovo terminale di scarico sportivo, un nuovo impianto luci fornito dalla AS Design, ruote OZ da 18 " e pneumatici BF Goodrich in misura 215/35/18.
Dal 2004 la C3 fu offerta con sistema "Stop & Start", montato anche sulla C2, che spegneva il motore tagliando elettronicamente l'afflusso di carburante ogniqualvolta la vettura tendeva a fermarsi, per riaccendersi automaticamente con la pressione dell'acceleratore. Ciò comportava un taglio ai consumi e all'inquinamento. Tale dispositivo fu offerto in abbinamento ai motori 1.6 16v, 1.4 HDi e al nuovo motore 1.4 16V da 88 CV (Euro4), introdotto proprio nel 2004 ed equipaggiato col cambio robotizzato SensoDrive a 5 rapporti.
Nello stesso anno è stata introdotta anche la C3 XTR, dotata di differenziale antipattinamento delle ruote anteriori, assetto rialzato e plastiche di protezione non verniciate, una sorta di reinterpretazione della C3 in chiave simil-SUV. Tale versione è stata proposta con motori 1.4 16v a benzina (e con cambio robotizzato SensoDrive) e 1.4 HDi 16v.
Sul mercato italiano nello stesso anno venne presentata la versione speciale D&G, allestimento realizzato in collaborazione con la casa di moda Dolce & Gabbana caratterizzato da sedili in pelle, modanature cromate esterne ed interne, cerchi in lega e loghi D&G presenti sulla carrozzeria e negli interni.
A fine 2004 venne presentata anche l’allestimento sportivo VTR disponibile con il motore 1.6 benzina e cambio a cinque rapporti; la VTR presentava un kit estetico specifico con paraurti anteriori e posteriori dal design più sportivo e minigonne laterali con logo VTR.

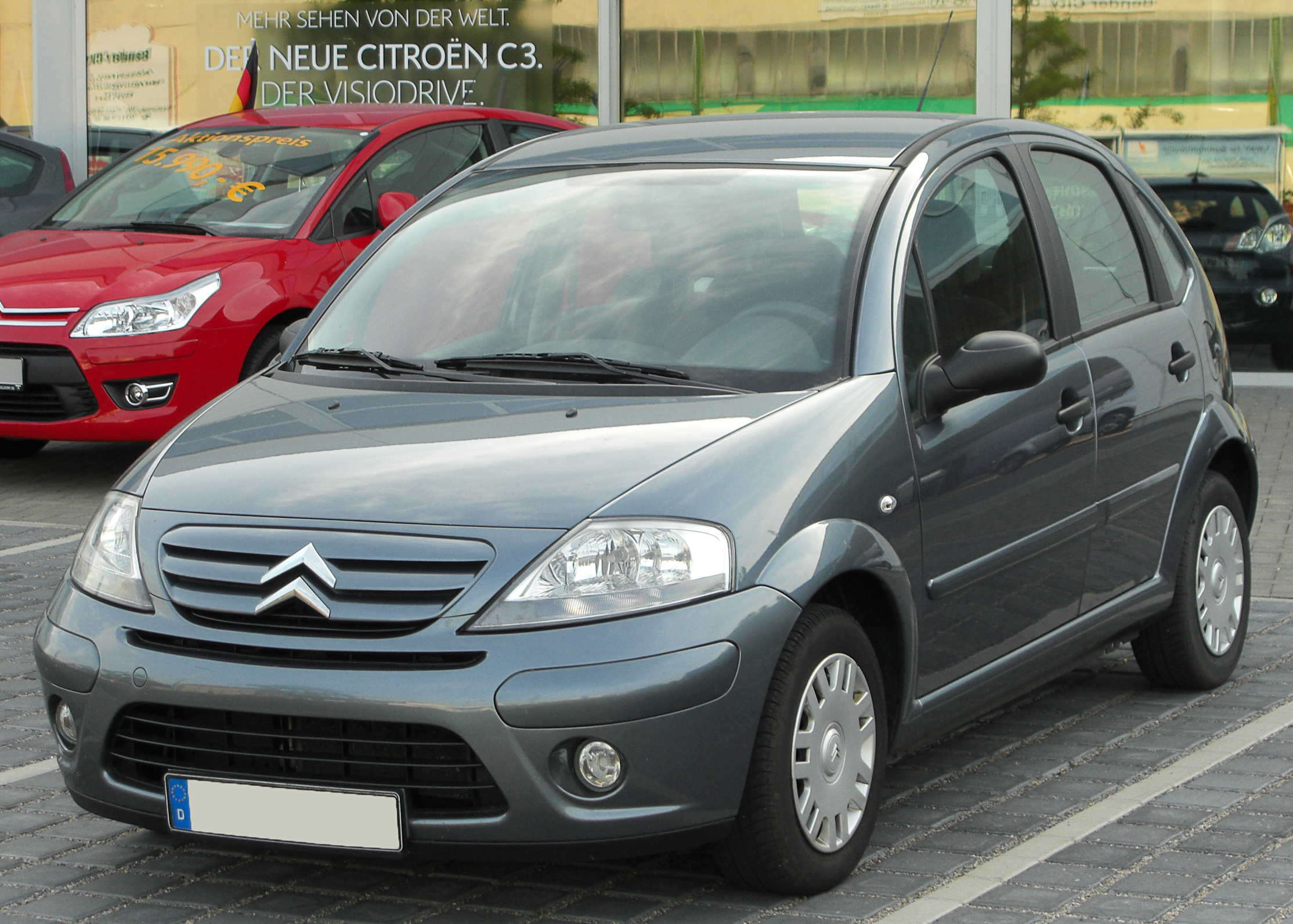
Una Citroën C3 dopo il restyling

### Restyling 2005
Nel mese di ottobre del 2005 la C3 fu sottoposta a un lieve restyling, con una mascherina a listelli più larghi e fari posteriori con indicatori di direzione e retromarcia bianchi. Per l'occasione, venne rivista anche la gamma: fu infatti cancellato il livello di allestimento Classique Buddha-bar e ne fu introdotto uno nuovo, denominato VTR e riservato per il momento solo al 1.6 16v a benzina, mentre il 1.4 HDi 16v fu sostituito dal nuovo motore 1.6 HDi 16v da 90 CV e disponibile anche per la C3 XTR. Fu introdotta anche la versione a GPL (denominata BiEnergy G), che utilizzava il 1.4 monoalbero a benzina, ma con potenza lievemente ridotta (72 CV).

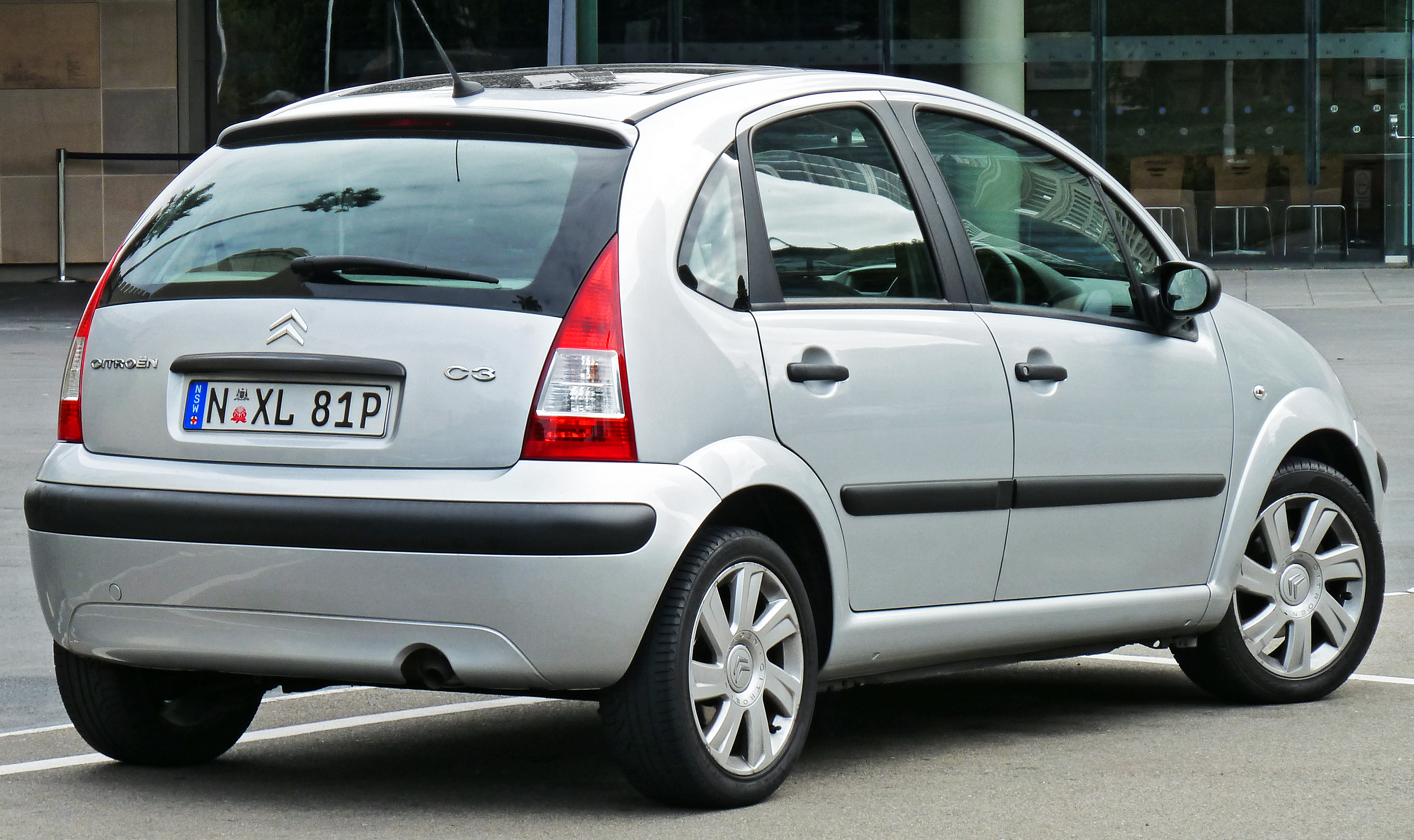
Vista posteriore

Nel 2006, il 1.6 HDi fu proposto anche con potenza di 109 CV, con filtro antiparticolato e negli allestimenti VTR ed Exclusive, mentre accanto alla versione a GPL, venne introdotta la versione a metano (denominata BiEnergy M), anch'essa equipaggiata con il 1.4 TU3. Contemporaneamente, venne introdotto anche un nuovo livello di allestimento denominato Seduction previsto per i motori 1.4 monoalbero a benzina e turbodiesel. Infine, il 1.4 16v, fino a quel momento disponibile solo con cambio robotizzato, fu proposto anche con cambio manuale a 5 marce.
Nel 2007, la versione 1.6 16v SensoDrive venne tolta di produzione, tuttavia, per continuare a offrire un'alternativa al cambio manuale, il 1.6 16v poteva essere richiesto anche con un cambio automatico classico a 4 rapporti.
Nel 2008 venne introdotta la tecnologia Airdream, consistente in alcuni accorgimenti ai motori 1.1 e 1.4 a benzina e a tutti i motori diesel, atti a diminuire leggermente i consumi e le emissioni. Contemporaneamente, l'allestimento Exclusive venne esteso anche al motore 1.1.
Durante il 2009, visto l'imminente lancio della seconda generazione della C3 a fine anno, la gamma della prima serie è stata ridotta e limitata unicamente a due motorizzazioni: 1.1 a benzina e 1.4 HDi. I livelli di allestimento erano invece aumentati di numero: su entrambe le motorizzazioni si poteva scegliere tra gli allestimenti Perfect, Perfect Techno, Exclusive o Exclusive Techno. La 1.1 era anche ottenibile nell'allestimento di base Ideal.

### C3 Classic
A partire dal novembre 2009, pur essendo stata presentata la seconda serie del modello, la Citroen, come altre case automobilistiche, ha deciso di mantenere in listino anche la prima serie della C3 dandole il nome di C3 Classic, che la distingue dalla nuova versione.
La gamma C3 Classic è disponibile in tre motorizzazioni: un motore a benzina 1.1 (61 CV), un motore Diesel 1.4 (68 CV) solo sulla versione VAN ed un motore a GPL 1.1.
La produzione viene interrotta in Europa ad aprile 2010; gli ultimi esemplari vengono venduti in stock fino alla fine dell'anno.

### C3 XTR

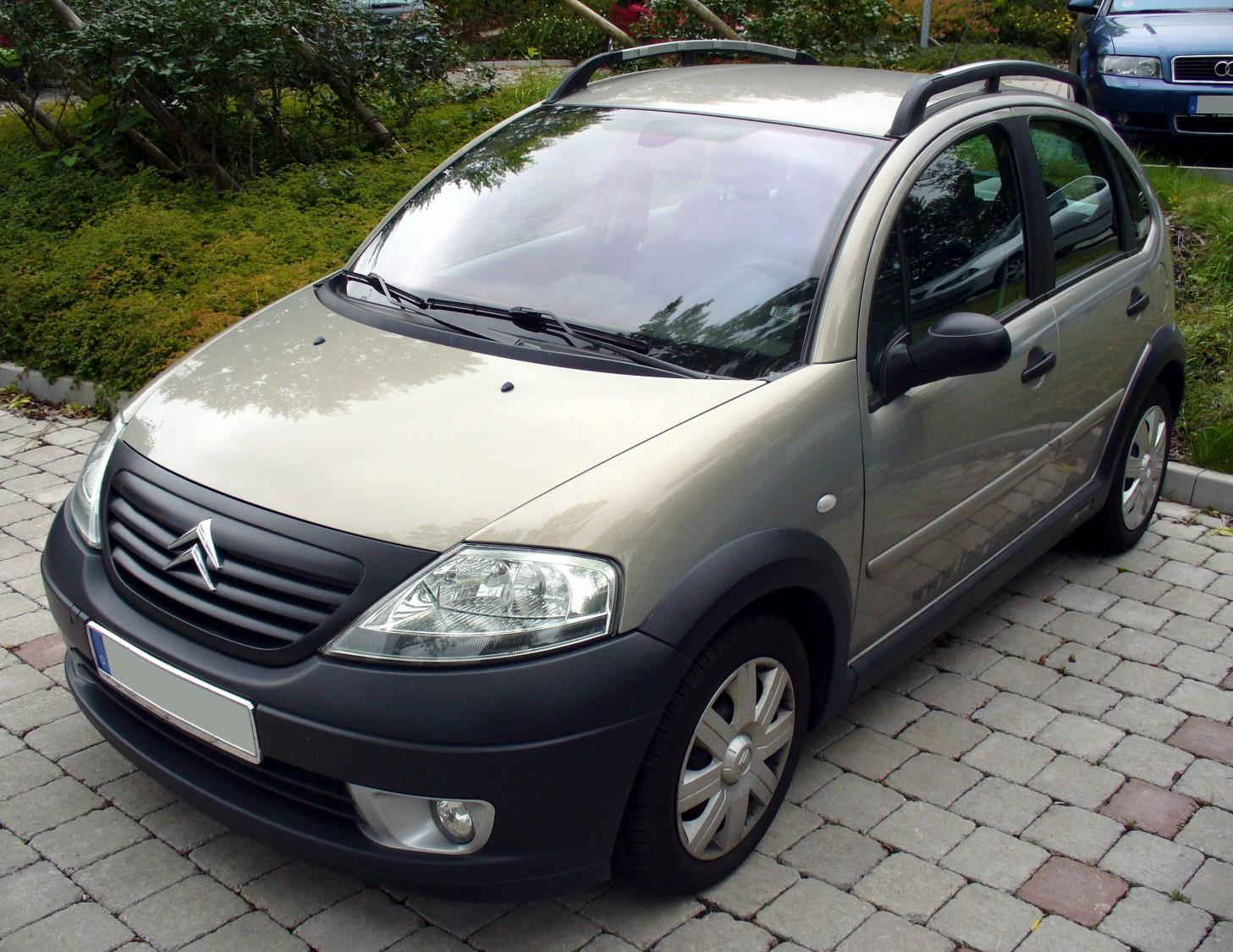
Una Citroën C3 XTR

La versione XTR venne introdotta sull'onda della commercializzazione di modelli come la Polo Fun o come la Rover 25 Streetwise, caratterizzati da un assetto rialzato, dalla presenza di barre sul tetto e dal montaggio di parafanghi e paraurti in plastica grezza non verniciata. Il tutto per conferire alla vettura un aspetto che ricordasse in qualche modo quello dei SUV, che stavano cominciando ad avere un grande successo nei mercati di tutto il mondo. Anche la C3 fu quindi proposta in una variante dall'impostazione simile a quella della Volkswagen e della Rover. Ma le differenze non si limitarono a fattori puramente estetici, in quanto la C3 XTR era provvista anche di una protezione per il sottoscocca e di un differenziale a slittamento limitato. Per quanto riguarda l'assetto rialzato, la differenza rispetto alle altre C3 era di 30 mm.

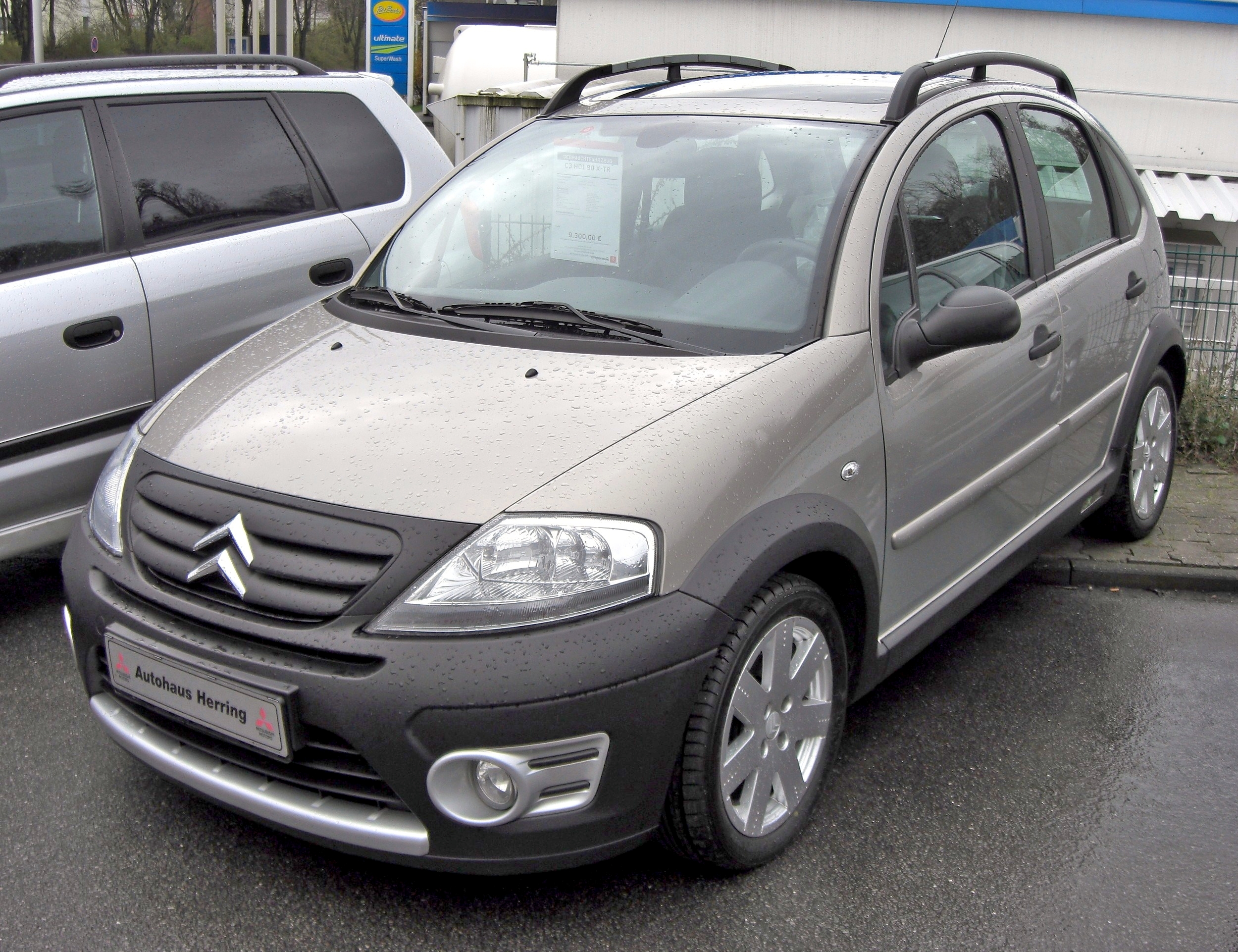
C3 XTR dopo il restyling

Per quanto riguarda la gamma motori, la C3 XTR fu proposta al suo debutto in tre motorizzazioni:
- 1.4 16v, ossia il motore ET3 da 1360 cm³ con testata a 16 valvole e con potenza di 90 CV;
- 1.6 16v[14], non disponibile in tutti i mercati e consistente nell'unità TU5 da 1587 cm³ da 110 CV di potenza massima;
- 1.4 16v HDi, motorizzazione consistente nell'unità DV4 da 1398 cm³ ed in grado di erogare fino a 92 CV di potenza massima;

Due erano invece le varianti di trasmissione per la XTR: mentre la versione 1.4 a benzina era prevista di serie con un cambio robotizzato a 5 marce, le restanti motorizzazioni erano abbinate ad un cambio manuale, sempre a 5 marce.
Introdotta nel febbraio del 2004, la C3 XTR conobbe anche alcune fasi evolutive di rilievo: nel 2005 le versioni a benzina furono tolte di listino, lasciando campo libero solo al 1.4 HDi, il quale però a sua volta venne sostituito da un 1.6 HDi della potenza di 90 CV, ma in grado di erogare una maggior coppia motrice. Questa motorizzazione rimarrà in listino fino alla primavera del 2008, venendo poi definitivamente pensionata.

## Tabella riepilogativa

### C3 berlina
| Citroën C3 I (2002-10)           |          |                |                                            |                |               |                    |                 |                    |              |                     |                    |                      |                    |
| Modello                          | Motore   | Cilindrata cm³ | Alimentazione                              | Potenza CV/rpm | Coppia Nm/rpm | Cambio/ N°rapporti | Freni ant./post | Massa a vuoto (kg) | Velocità max | Acceler. 0–100 km/h | Consumo (l/100 km) | Emissioni CO2 (g/km) | Anni di produzione |
| Versioni a benzina               |          |                |                                            |                |               |                    |                 |                    |              |                     |                    |                      |                    |
| C3 1.1                           | TU1JP    | 1124           | Iniezione elettronica indiretta multipoint | 60/5500        | 94/3400       | M/5                | D/T             | 978                | 157          | 17"3                | 6                  | 143                  | 2002-08            |
| C3 1.1 Airdream                  | TU1JP    | 1124           | Iniezione elettronica indiretta multipoint | 60/5500        | 94/3400       | M/5                | D/T             | 1.010              | 153          | 15"9                | 6                  | 140                  | 2008-10            |
| C3 1.4                           | TU3JP    | 1360           | Iniezione elettronica indiretta multipoint | 73/5400        | 118/3300      | M/5                | D/T             | 1.005              | 168          | 14"2                | 6.3                | 145                  | 2002-09            |
| C3 1.4 16v                       | ET3      | 1360           | Iniezione elettronica indiretta multipoint | 88/5250        | 133/3250      | M/5                | D/T             | 1.057              | 180          | 11"9                | 6.2                | 148                  | 2006-09            |
| C3 1.4 16v SensoDrive            | ET3      | 1360           | Iniezione elettronica indiretta multipoint | 88/5250        | 133/3250      | R/5                | D/T             | 1.044              | 180          | 13"                 | 6                  | 135                  | 2004-08            |
| C3 1.4 16v SensoDrive Airdream   | ET3      | 1360           | Iniezione elettronica indiretta multipoint | 88/5250        | 133/3250      | R/5                | D/T             | 1.057              | 180          | 13"                 | 5.7                | 135                  | 2008-09            |
| C3 1.6 16v                       | TU5JP4   | 1587           | Iniezione elettronica indiretta multipoint | 109/5750       | 147/4000      | M/5                | DA/D            | 1.058              | 192          | 10"7                | 6.5                | 155                  | 2002-09            |
| C3 1.6 16v SensoDrive            | TU5JP4   | 1587           | Iniezione elettronica indiretta multipoint | 109/5750       | 147/4000      | R/5                | DA/D            | 1.063              | 192          | 12"9                | 6.2                | 148                  | 2004-07            |
| Versioni diesel                  |          |                |                                            |                |               |                    |                 |                    |              |                     |                    |                      |                    |
| C3 1.4 HDi                       | DV4TD    | 1398           | Turbodiesel common rail                    | 68/4000        | 150/1750      | M/5                | D/T             | 1.022              | 165          | 15"4                | 4.2                | 110                  | 2002-08            |
| C3 1.4 HDi Airdream              | DV4TD    | 1398           | Turbodiesel common rail                    | 68/4000        | 150/1750      | M/5                | D/T             | 1.048              | 165          | 13"4                | 4.4                | 118                  | 2008-09            |
| C3 1.4 HDi Airdream SensoDrive   | DV4TD    | 1398           | Turbodiesel common rail                    | 68/4000        | 150/1750      | AS/5               | D/T             | 1.022              | 165          | 17"4                | 4.3                | 113                  | 2004-06            |
| C3 1.4 HDi 16v                   | DV4TED4  | 1398           | Turbodiesel common rail                    | 90/4000        | 200/1750      | M/5                | DA/D            | 1.072              | 180          | 12"9                | 4.3                | 112                  | 2002-05            |
| C3 1.6 HDi 16v (90CV)            | DV6ATED4 | 1560           | Turbodiesel common rail                    | 90/4000        | 215/1750      | M/5                | DA/D            | 1.088              | 180          | 11"9                | 4.4                | 118                  | 2005-08            |
| C3 1.6 HDi 16v Airdream (90CV)   | DV6ATED4 | 1560           | Turbodiesel common rail                    | 90/4000        | 215/1750      | M/5                | DA/D            | 1.104              | 180          | 10"8                | 4.4                | 118                  | 2008-09            |
| C3 XTR 1.6 HDi 16v               | DV6ATED4 | 1560           | Turbodiesel common rail                    | 90/4000        | 215/1750      | M/5                | DA/D            | 1.088              | 180          | 11"9                | 4.4                | 118                  | 2005-08            |
| C3 1.6 HDi 16v (109 CV)          | DV6TED4  | 1560           | Turbodiesel common rail                    | 109/4000       | 240/1750      | M/5                | DA/D            | 1.127              | 190          | 10"4                | 4.5                | 120                  | 2006-08            |
| C3 1.6 HDi 16v Airdream (109 CV) | DV6TED4  | 1560           | Turbodiesel common rail                    | 109/4000       | 240/1750      | M/5                | DA/D            | 1.127              | 190          | 10"4                | 4.5                | 120                  | 2008-09            |
| Versioni bi-fuel                 |          |                |                                            |                |               |                    |                 |                    |              |                     |                    |                      |                    |
| C3 1.4 BiEnergy G                | TU3JP    | 1360           | I.e. + GPL                                 | 72/5400        | 118/3300      | M/5                | D/T             | 1.055              | 168          | 14"2                | 6.2                | 131                  | 2005-09            |
| C3 1.4 BiEnergy M                | TU3JP    | 1360           | I.e. + metano                              | 73/5400        | 118/3300      | M/5                | D/T             | 1.083              | 167          | 14"9                | 6.5                | 119                  | 2006-09            |

### C3 XTR
| Citroën C3 XTR (2004-08)                 |         |                |                                           |                |               |                    |                 |                    |              |                     |                    |                      |                    |
| Modello                                  | Motore  | Cilindrata cm³ | Alimentazione                             | Potenza CV/rpm | Coppia Nm/rpm | Cambio/ N°rapporti | Freni ant./post | Massa a vuoto (kg) | Velocità max | Acceler. 0–100 km/h | Consumo (l/100 km) | Emissioni CO2 (g/km) | Anni di produzione |
| Versioni a benzina                       |         |                |                                           |                |               |                    |                 |                    |              |                     |                    |                      |                    |
| C3 XTR 1.4 16v Sensodrive                | ET3     | 1360           | Iniez. elet. indiretta multipoint         | 88/5250        | 133/3250      | R/5                | D/T             | 1.051              | 182          | 14"5                | 6                  | 143                  | 2004-05            |
| C3 XTR 1.6 16v1                          | TU5JP4  | 1587           | Iniez. elet. indiretta multipoint         | 109/5750       | 147/4000      | M/5                | DA/D            | 1.050              | 192          | 11"9                | 6,2                | 148                  | 2004-05            |
| Versioni a gasolio                       |         |                |                                           |                |               |                    |                 |                    |              |                     |                    |                      |                    |
| C3 XTR 1.4 16v HDi                       | DV4TED4 | 1398           | Turbodiesel iniezione diretta common rail | 90/4000        | 200/1750      | M/5                | D/T             | 1.088              | 180          | 12"9                | 4,3                | 112                  | 2004-05            |
| C3 XTR 1.6 HDi                           | DV6TED4 | 1560           | Turbodiesel iniezione diretta common rail | 90/4000        | 215/1750      | M/5                | D/T             | 1.088              | 180          | 11"9                | 4,4                | 118                  | 2005-08            |
| Note: 1Non prevista nel mercato italiano |         |                |                                           |                |               |                    |                 |                    |              |                     |                    |                      |                    |